# Шеврола, Огюст
Огюст Шеврола (фр. Louis Alexandre Auguste Chevrolat, 29 марта 1799, Париж — 16 декабря 1884), французский энтомолог.

## Биография
Служил в городском податном управлении; в 1856 г. вышел в отставку. С ранних лет под руководством Латрейля, Дежана и других известных энтомологов стал заниматься изучением систематики жуков, и в этой области стал выдающимся специалистом; приблизительно 2 000 видов жесткокрылых описаны Шеврола.
Из числа 200 энтомологических работ Шеврола назовем следующие: «Description de longicornes nouveaux du Vieux Calabar etc.» («Rev. Mag. Zool.», 1856); «Descriptions de coléoptères nouveaux d’Algérie» (там же, 1860-61); «Coléoptères de l’île de Cuba» («Ann. Soc. Ent. Fr.», 1862-65); «Clytides d’Asie et d’Océanie» («Mém. Soc. Sc. Liège», 1864); «Calandrides. Nouveaux genres et nouvelles espèces etc.» («Ann. Soc. Ent. Fr.», 1882). Шеврола написал статьи по листоедам в «Каталоге жуков» Дежана и в словаре д’Орбиньи; он был одним из членов-учредителей французского энтомологического общества.